# Callitrichia asela
Espèce
Callitrichia asela est une espèce d'araignées aranéomorphes de la famille des Linyphiidae.

## Distribution
Cette espèce est endémique de la région d'Oromia en Éthiopie,. Elle se rencontre dans la zone Arsi.

## Description
Le mâle holotype mesure 2,35 mm et la femelle paratype 2,65 mm.

## Systématique et taxinomie
Cette espèce a été décrite sous par Tanasevitch en 2023.

## Étymologie
Son nom d'espèce lui a été donné en référence au lieu de sa découverte, Assella.

## Publication originale
- Tanasevitch, 2023 : « Survey of the Ethiopian linyphiid spider fauna. I. Subfamily Erigoninae (Arachnida, Araneae, Linyphiidae). » Zootaxa, no 5346(4), p. 420-442.